# Phryxe cinerella
Phryxe cinerella là một loài ruồi trong họ Tachinidae.